# Розсіяне світло
«Розсіяне світло» — двадцять третя серія другого сезону американського науково-фантастичного серіалу «Секретні матеріали». Вперше була показана на телеканалі Фокс 5 травня 1995 року. Сценарій до нього написав Вінс Гілліган, а режисером був Джеймс Контнер. Ця серія отримала рейтинг Нільсена в 8.5 балів і її подивились на 8,1 млн телевізорів. Епізод отримав змішані та позитивні відгуки від критиків.

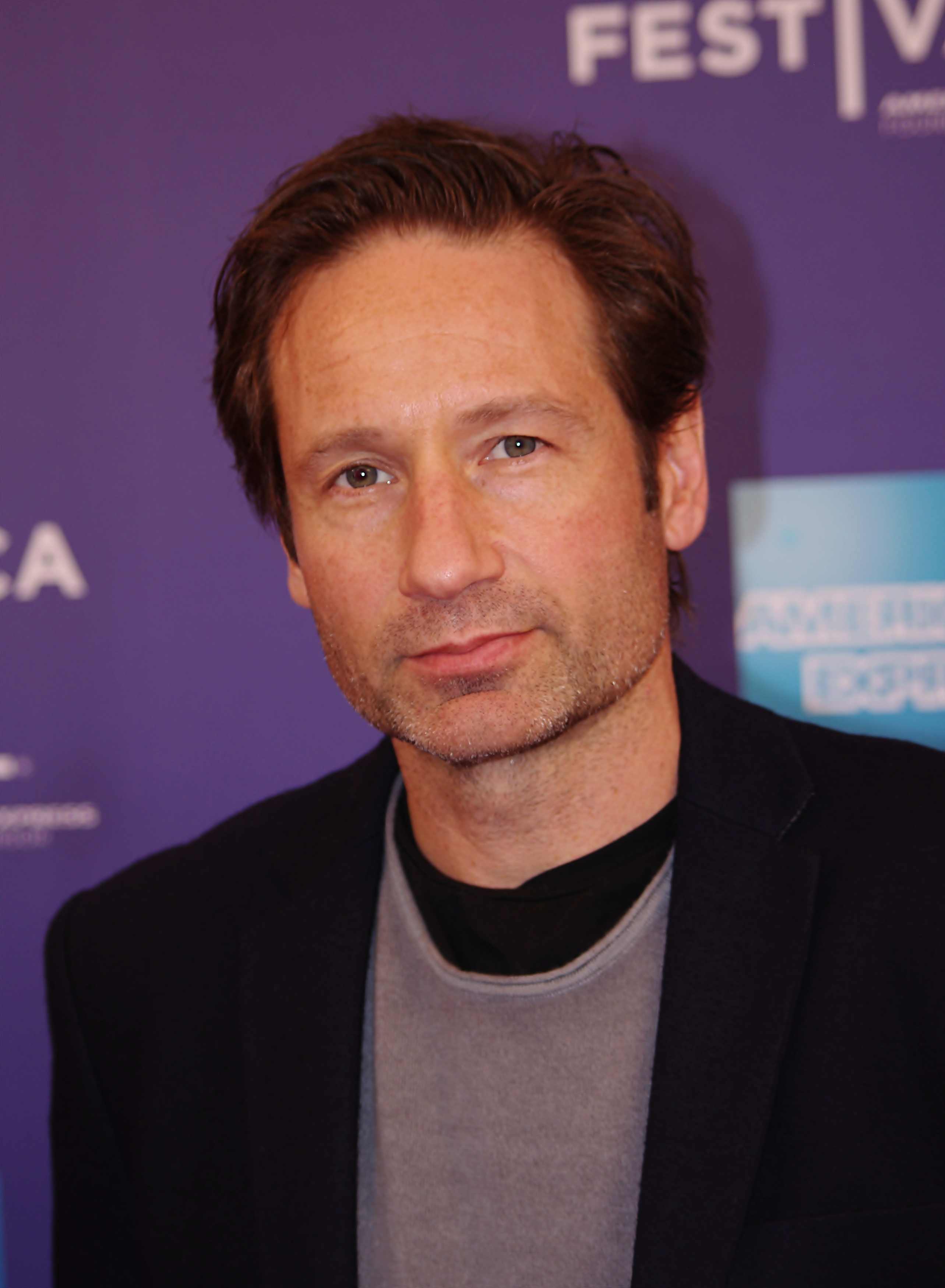

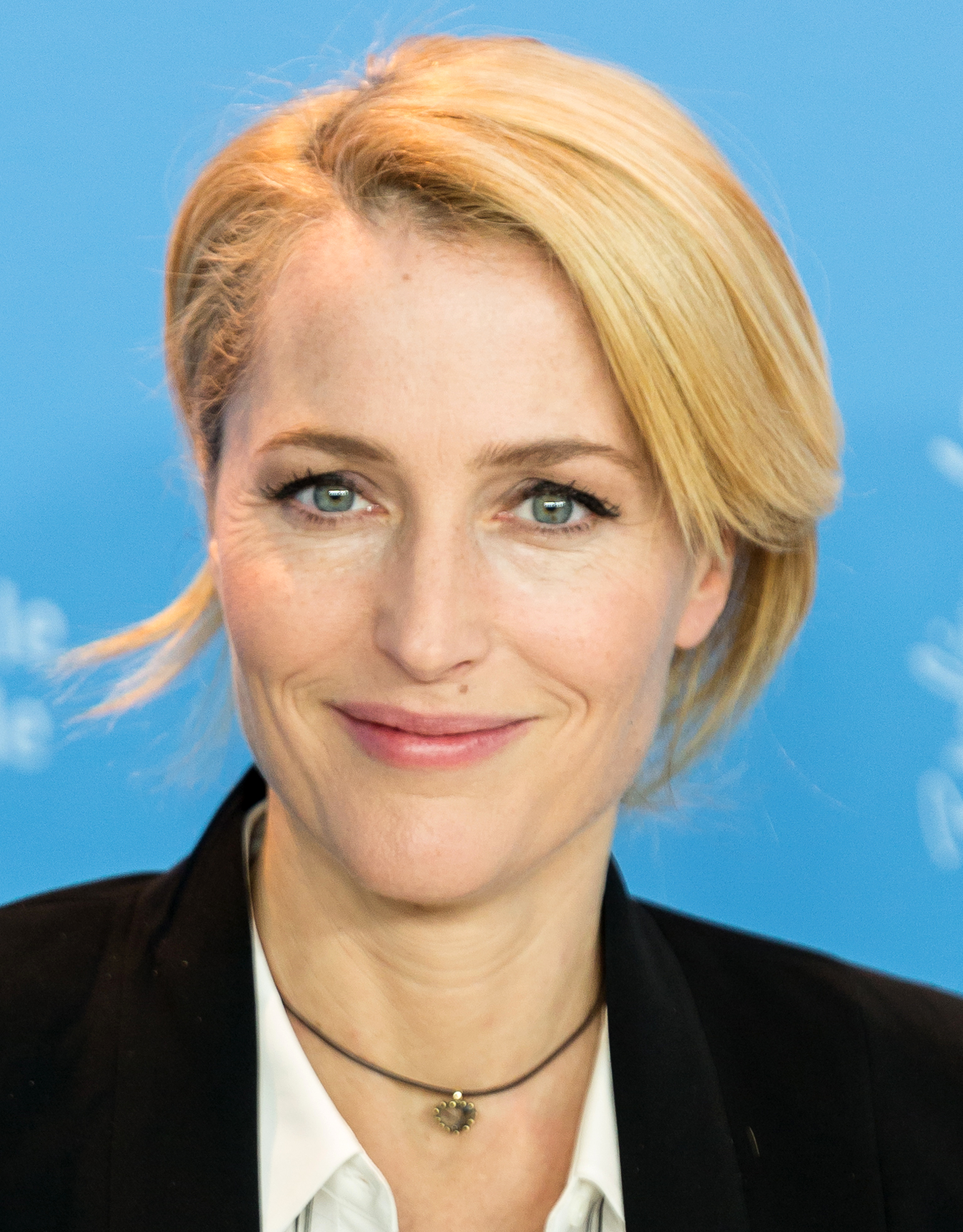

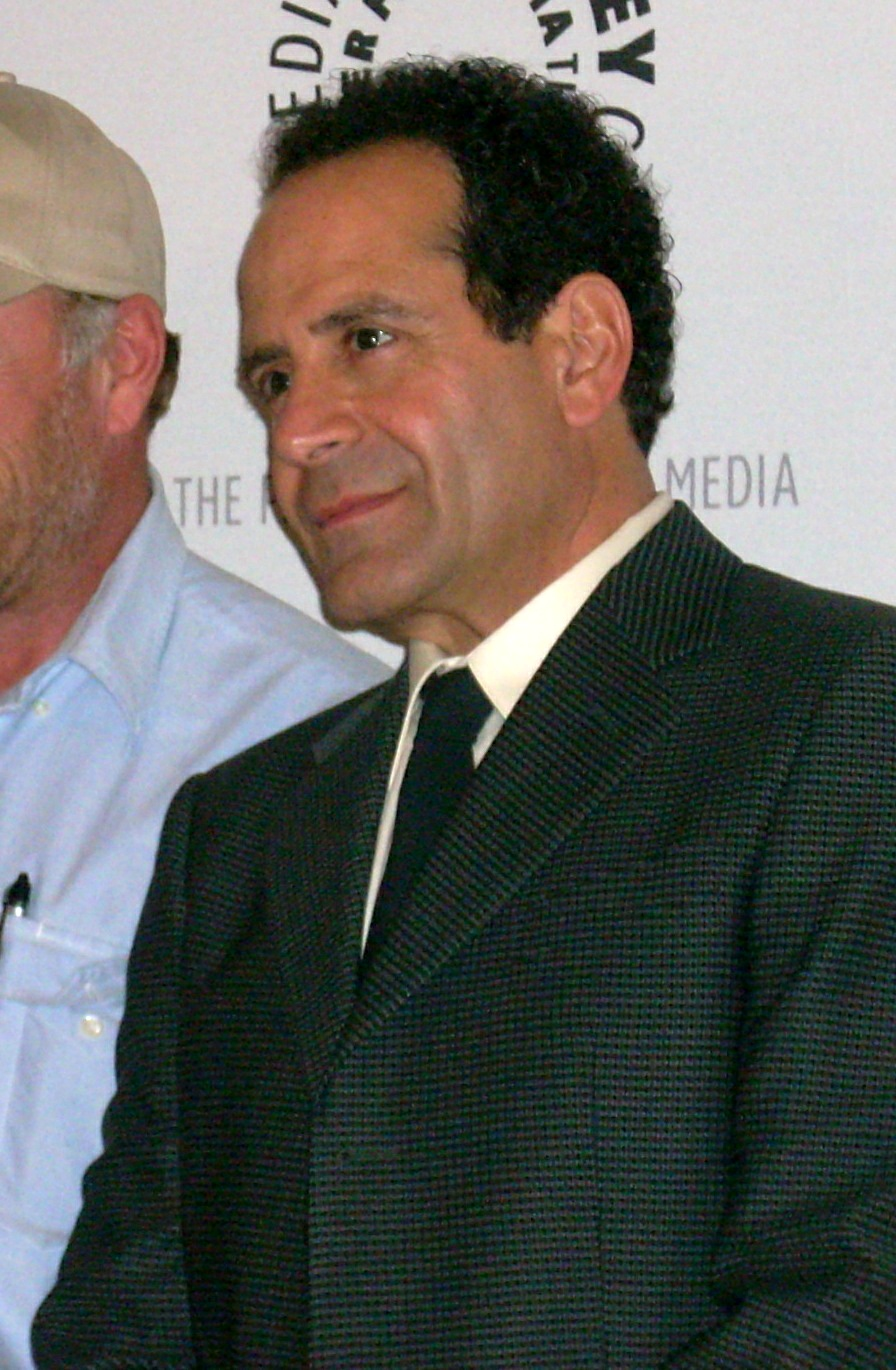

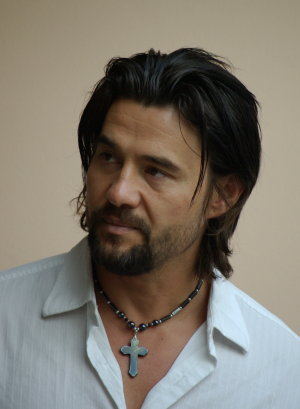

Серіал розповідає про двох агентів ФБР Фокса Малдера (роль виконав Девід Духовни) та Дейну Скаллі (роль виконала Джилліан Андерсон), які розслідують паранормальні випадки, що називають «файли X». В цій серії колишня студентка Скалі просить агентів допомогти їй у її першій справі, пов'язаній із серією зникнень людей з невеликою кількістю зачіпок. Малдер спочатку думає про раптове самозагоряння, але потім відкидає це припущення, коли агенти знаходять Честера Бентона, який боїться власної тіні. Бентон є науковцем, який досліджує темну матерію, і внаслідок нещасного випадку під час експерименту його тінь набула властивості знищувати всіх, хто на неї наступить.
«Розсіяне світло» була першою серією написаною Гілліганом, який згодом напише сценарії до ще декількох серій. Ця серія є однією з перших, яка була написана не людиною з головного сценаристського складу серіалу. Спочатку у сценарії тінь Бентона рухалась незалежно від нього, але потім сценарій переписали щоб зменшити вартість зйомок. Також в серію був доданий містер X, щоб дати Бентону привід для страху перед урядом.

## Сюжет
В готелі у Ричмонді (Вірджинія) Честер Бентон (роль виконав Тоні Шалуб) наполегливо стукає в двері і кличе Морріса, але йому ніхто не відчиняє. Цей шум привертає увагу Патріка Ньювірта, який зупинився в кімнаті навпроти, і він підходить до двері щоб подивитись. Бентон робить крок назад, його тінь опиняється на тому місці де стоїть Ньювірт і Патрік раптово зникає, від нього залишається лише пляма попелу на підлозі. Бентон розуміє що сталось і втікає з місця події.
Зникнення Ньювірта, одне з серії подібних зникнень, доручають місцевому детективу Келлі Раян. Вона просить допомоги в Дейни Скалі, її колишньої викладачки у академії ФБР. Малдер також бере участь в розслідуванні, вважаючи, що причиною зникнення є раптове самозагоряння. Під час обшуку дому попереднього зниклого агенти з'ясовують, що і він, і Ньювірт, нещодавно подорожували потягом. Тим часом Бентон сидить у залі очікування на вокзалі, уважно дивлячись в підлогу — у залі очікування розсіяне світло, тому його тіні не видно. Після того, як Бентон покидає вокзал, він наштовхується на двох патрульних поліцейських. Не зважаючи на його попередження, поліцейські наступають на тінь Ньювірта і зникають, залишаючи після себе лише плями попелу.
Наступного дня, переглядаючи записи з камер спостереження вокзалу, Малдер бачить на плівці Бентона, який уважно дивиться в підлогу. Після збільшення зображення Малдер бачить на його куртці логотип компанії «Поларіті Магнетікс». Агенти приїздять до офісу компанії, де вони зустрічають науковця Крістофера Дейві (Кевін МакНілті). Він розповідає, що на кадрі з камер спостереження Честер Бентон — науковець, який займається дослідженням темної матерії. Також він розповідає, що Бентон зник п'ять тижнів тому після нещасного випадку під час експерименту в його лабораторії — він опинився зачиненим у кімнаті з увімкненим прискорювачем заряджених частинок.
Агенти знаходять Бентона на вокзалі, але він біжить від них на погано освітлену ділянку. Він попереджає агентів, що якщо вони наступлять на його тінь, то будуть знищенні. Малдер вистрілив в лампи зверху і приміщення стало повністю темним. Агенти розмістили Бентона в кімнаті з розсіяним світлом у психіатричній лікарні. Він розповів агентам, що нещасний випадок у лабораторії змусив його тінь поводитися як чорна діра, розриваючи матерію на атоми і перетворюючи її на енергію. Він каже, що всі смерті від його тіні є нещасними випадками і що уряд хоче викрасти й використати його. Детектив Раян та її керівник припиняють опитування, заявляючи що справу закрито. Малдер зустрічається з містером X, який запевняє його, що уряду Бентон не цікавий. Але, попри це, містер X з двома помічниками згодом намагаються викрасти Бентона вимкнувши світло у всій лікарні, але після того, як увімкнулось аварійне освітлення, два помічники містера X були знищені. Бентону вдалося втекти.
Бентон повертається до лабораторії «Поларіті Магнетікс», але там його намагається заарештувати детектив Раян, і при цьому помирає. Бентон просить Дейві знищити його за допомогою прискорювача частинок, але Дейві зізнається, що він допомагає уряду піймати Бентона. Дейві зачиняє Бентона в прискорювачі, але одразу після цього містер X вбиває Дейві і забирає науковця. Через деякий час в лабораторію приїздять агенти Малдер та Скаллі, але вже пізно. Малдер розуміє, що містер X зрадив його і просить його ніколи більше з ним не контактувати. Справа вважається закритою, але Малдер хоче знайти Дейві, який зник разом із Бентоном. Тим часом над Бентоном в урядовій лабораторії, куди його привіз містер X, ставлять експерименти.

## Створення
Серія «Розсіяне світло» була написана Вінсом Гілліганом, фанатом серіалу. Після обговорення серіалу зі своїм агентом, який був родичем Кріса Картера, агент організував зустріч Гіллігана і Картера. Під час цієї зустрічі Гілліган висловив своє захоплення серіалом і Картер запитав його, чи має він якісь ідеї щодо серіалу. У відповідь Гілліган сказав, що йому іноді здається, ніби тінь поводиться якось дивно. Гілліган написав сценарій для серії як фрилансер. Після завершення зйомок Картер запросив Гіллігана до команди сценаристів серіалу.
Для виконання ролі Честера Бентона був запрошений Тоні Шалуб, який в той час знімався у серіалі «Крила» на каналі NBC. Він не знав про серіал «Цілком таємно» на момент запрошення, оскільки в той час не дивився телевізор часто. Йому надіслали сценарій, який Тоні сподобався — тінь була схожа на тінь з серіалу «The Twilight Zone». Шалуб був вражений місцем зйомок. Він сказав: «Дев'яносто дев'ять відсотків роботи в серіалі „Крила“ — це робота зі звуком, але тут більшість роботи виконується на знімальних майданчиках в Ванкувері чи поруч з ним. Це ідеальне місто для зйомок, тому що вона дає продюсерам багато варіантів». Серію знімали на вокзалі та в Тихоокеанському інституті морської підготовки у Ванкувері. Тихоокеанський інститут морської підготовки спочатку дозволяв зйомки тільки після п'ятої години вечора, але знімальна група вмовила декана дозволити зйомки о другій годині дня.

## Знімались
| Актор             | Роль              |
| ----------------- | ----------------- |
| Девід Духовни     | Фокс Малдер       |
| Джилліан Андерсон | Дейна Скаллі      |
| Тоні Шалуб        | Честер Рей Бертон |
| Кевін Макналті    | Крістофер Дейві   |
| Стівен Вільямс    | Містер Ікс        |
| Стів Бачич        | другий офіцер     |